# Dipartimento di Nyong e So'o
Il dipartimento di Nyong e So'o è un dipartimento del Camerun nella regione del Centro.

## Comuni
Il dipartimento è suddiviso in 6 comuni:
- Akoeman
- Dzeng
- Mbalmayo
- Mengueme
- Ngomedzap
- Nkolmetet